# Sudirman Cup
Der Sudirman Cup ist die Weltmeisterschaft von gemischten Badminton-Nationalmannschaften.

## Geschichte
Der Sudirman Cup – benannt nach Dick Sudirman (1922–86), einem Weltklasse-Badmintonspieler aus Indonesien, der den indonesischen Badmintonverband PBSI gegründet hat und lange im Vorstand der BWF war – wurde 1989 das erste Mal ausgetragen. Seitdem wird er alle 2 Jahre ausgetragen, also immer in den Jahren, in denen es keinen Thomas Cup und keinen Uber Cup gibt. Anfangs wurden Sudirman Cup und Einzel-WM gemeinsam ausgetragen, aber seit 2003 ist der Sudirman Cup eine eigene Veranstaltung.
Seit seiner erstmaligen Austragung ist der Cup immer in Asien geblieben. Die Gewinner bekommen kein Preisgeld. Die Teilnehmer spielen für ihre jeweiligen Nationen und für Weltranglistenpunkte.

## Trophäe
Hergestellt wurde dieser Pokal von Masterix Bandung Company. Die Trophäe ist 80 cm hoch und aus Silber hergestellt, welches mit einer Goldbeschichtung aus 22 Karat versehen wurde. Der achteckige Sockel ist aus Teakholz. Darauf steht der Kelch in Form eines Badmintonballs. Flankiert ist dieser mit zwei Handgriffen, welche an Stamen erinnern sollen. Der Deckel ist eine Nachbildung des Borobudur Tempels. Symbolisieren soll dieser Pokal die Saat des Badmintons.
Der Anschaffungswert betrug 15.000 US-Dollar.

## Modus
Für den Sudirman Cup gibt es keine Qualifikationsrunde. Es gibt insgesamt 7 Gruppen, wobei nur die Teams der Gruppe 1 um den Pokal spielen können. Die Gruppenersten steigen eine Gruppe hoch und die jeweils Gruppenletzten steigen ab, abgesehen von der Gruppe 7.
Eine Begegnung setzt sich aus fünf Spielen zusammen, je einem Herreneinzel, Dameneinzel, Herrendoppel, Damendoppel und Mixed.

## Austragungsorte und -jahre, Finalteilnehmer
| Jahr              | Ort                    | Gewinner   | Finalist   | Halbfinalisten       |
| ----------------- | ---------------------- | ---------- | ---------- | -------------------- |
| Sudirman Cup 1989 | Jakarta, Indonesien    | Indonesien | Südkorea   | China, Dänemark      |
| Sudirman Cup 1991 | Kopenhagen, Dänemark   | Südkorea   | Indonesien | China, Dänemark      |
| Sudirman Cup 1993 | Birmingham, England    | Südkorea   | Indonesien | China, Dänemark      |
| Sudirman Cup 1995 | Lausanne, Schweiz      | China      | Indonesien | Dänemark, Südkorea   |
| Sudirman Cup 1997 | Glasgow, Schottland    | China      | Südkorea   | Dänemark, Indonesien |
| Sudirman Cup 1999 | Kopenhagen, Dänemark   | China      | Dänemark   | Indonesien, Südkorea |
| Sudirman Cup 2001 | Sevilla, Spanien       | China      | Indonesien | Dänemark, Südkorea   |
| Sudirman Cup 2003 | Eindhoven, Niederlande | Südkorea   | China      | Dänemark, Indonesien |
| Sudirman Cup 2005 | Peking, China          | China      | Indonesien | Dänemark, Südkorea   |
| Sudirman Cup 2007 | Glasgow, Schottland    | China      | Indonesien | England, Südkorea    |
| Sudirman Cup 2009 | Guangzhou, China       | China      | Südkorea   | Indonesien, Malaysia |
| Sudirman Cup 2011 | Qingdao, China         | China      | Dänemark   | Indonesien, Südkorea |
| Sudirman Cup 2013 | Kuala Lumpur, Malaysia | China      | Südkorea   | Thailand, Dänemark   |
| Sudirman Cup 2015 | Dongguan, China        | China      | Japan      | Indonesien, Südkorea |
| Sudirman Cup 2017 | Gold Coast, Australien | Südkorea   | China      | Japan, Thailand      |
| Sudirman Cup 2019 | Nanning, China         | China      | Japan      | Indonesien, Thailand |
| Sudirman Cup 2021 | Vantaa, Finnland       | China      | Japan      | Südkorea, Malaysia   |
| Sudirman Cup 2023 | Suzhou, China          | China      | Südkorea   | Malaysia, Japan      |
| Sudirman Cup 2025 | Xiamen, China          | China      | Südkorea   | Indonesien, Japan    |